# Districtul Thepharak
Thepharak (în thailandeză เทพารักษ์) este un district (Amphoe) din provincia Nakhon Ratchasima, Thailanda, cu o populație de 23.279 de locuitori și o suprafață de 357,5 km².

## Componență
Districtul este subdivizat în 4 subdistricte (tambon), care sunt subdivizate în 58 de sate (muban).
| 1. | Samnak Takhro  | สำนักตะคร้อ |  |
| 2. | Nong Waeng     | หนองแวง   |  |
| 3. | Bueng Prue     | บึงปรือ     |  |
| 4. | Wang Yai Thong | วังยายทอง  |  |